# Пахомов, Анатолий Николаевич
Анато́лий Никола́евич Пахо́мов (род. 2 сентября 1960, Новоархангельская, Тихорецкий район, Краснодарский край, РСФСР) — российский государственный, политический и хозяйственный деятель.
Глава города Сочи (2009—2019), Герой Труда Кубани.

## Биография
В 1983 году окончил Кубанский сельскохозяйственный институт по специальности «механизация сельского хозяйства». Работал руководителем департамента потребительского рынка и ценовой политики администрации Краснодарского края, вице-мэром Краснодара, руководителем краевого департамента комплексного развития курортов и туризма.
В 1985—1989 годах был секретарем парткома КПСС учебно-опытного хозяйства «Краснодарское».
С 1989 по 1991 год — 1‑й секретарь Краснодарского горкома ВЛКСМ.
В 1991—1996 годах Пахомов являлся заместителем генерального директора МТПО «Апекс».
С 1996 по 1997 год занимал должность заместителя генерального директора объединения «Кубаньхлебопродукт».
В 2001—2003 работал инспектором управления торговли Краснодарского края, его возглавлял.
7 октября 2005 года был назначен и. о. главы города Анапа. 12 марта 2006 года был избран главой города.
12 января 2009 года Пахомов объявил о своей отставке с поста главы города. В тот же день вице-губернатор Кубанского края Мурат Ахеджак заявил, что за время своей работы Анатолий Пахомов показал себя как один из лучших руководителей Кубани. Вице-губернатор также заявил, что в Сочи «необходимо кадровое усиление, и Анатолию Пахомову будут даны серьёзные полномочия по реализации как муниципальных программ, так и региональных и федеральных проектов». На следующий день Пахомов стал вице-мэром Сочи.
20 января 2009 года губернатор Краснодарского края Александр Ткачёв назначил Пахомова исполняющим обязанности мэра Сочи. 26 апреля 2009 года победил на выборах главы города с результатом в 76,86 %.
В августе 2019 года объявил о решении не выдвигать свою кандидатуру на третий срок Главы Сочи.
9 сентября 2019 года покинул пост в связи с истечением срока полномочий.
В октябре 2019 года стало известно, что Анатолий Пахомов занял должность исполнительного директора ООО «ЛУКОЙЛ-Югнефтепродукт».

## Образовательная деятельность
Анатолий Пахомов — профессор Кубанского государственного технологического университета, преподаёт менеджмент. В 1999 году стал кандидатом экономических наук (тема диссертации: «Регулирование товарного рынка как фактора внешней среды предприятия»). В 2005 году стал доктором технических наук (тема диссертации — «Теоретическое и экспериментальное обоснование создания функциональных пищевых продуктов и биологически активных добавок на основе растительного сырья»).

## Награды
- Орден «За заслуги перед Отечеством» IV степени (24 марта 2014 года) — за большой вклад в организацию подготовки и проведения XXII Олимпийских и XI Паралимпийских зимних игр 2014 года в Сочи и обеспечение успешного выступления сборных команд России[10];
- Орден «Знак Почёта»[3];
- Медаль «Герой труда Кубани» (26 марта 2014 года) — за работу по подготовке и проведению зимних Олимпийских и Паралимпийских игр в Сочи[11];
- «Серебряный Крест» Союза армян России[12];
- Орден преподобного Серафима Саровского (2012).

## Семья и личная жизнь
Женат. Воспитывает сына и дочь. Увлекается туризмом и пляжным футболом.